# Anàlisi factorial
L'anàlisi factorial és un mètode estadístic que s'utilitza per descriure la variabilitat entre variables observades i correlacionades en termes d'un nombre potencialment menor de variables no observades anomenades factors. Per exemple, és possible que les variacions en sis variables observades reflecteixin principalment les variacions en dues variables no observades (subjacents). L'anàlisi factorial busca aquestes variacions conjuntes en resposta a variables latents no observades. Les variables observades es modelen com a combinacions lineals dels factors potencials més els termes d'"error", per tant, l'anàlisi factorial es pot considerar com un cas especial dels models d'errors en variables.
La correlació entre una variable i un factor determinat, anomenada càrrega factorial de la variable, indica fins a quin punt els dos estan relacionats.
Una justificació comuna darrere dels mètodes d'anàlisi factorial és que la informació obtinguda sobre les interdependències entre les variables observades es pot utilitzar posteriorment per reduir el conjunt de variables d'un conjunt de dades. L'anàlisi factorial s'utilitza habitualment en psicometria, psicologia de la personalitat, biologia, màrqueting, gestió de productes, investigació operativa, finances i aprenentatge automàtic. Pot ser útil tractar conjunts de dades on hi ha un gran nombre de variables observades que es creu que reflecteixen un nombre menor de variables subjacents/latents. És una de les tècniques d'interdependència més utilitzades i s'utilitza quan el conjunt rellevant de variables mostra una interdependència sistemàtica i l'objectiu és esbrinar els factors latents que creen una característica comuna.

## Model estadístic

Interpretació geomètrica dels paràmetres de l'anàlisi factorial per a 3 enquestats a la pregunta "a". La "resposta" es representa pel vector unitari, que es projecta sobre un pla definit per dos vectors ortonormals i. El vector de projecció és i l'error és perpendicular al pla, de manera que. El vector de projecció es pot representar en termes dels vectors factorials com. El quadrat de la longitud del vector de projecció és la comunalitat:. Si un altre vector de dades es van representar gràficament, el cosinus de l'angle entre i seria : el -entrada a la matriu de correlació. (Adaptat de la figura 4.3 de Harman)

### Definició
El model intenta explicar un conjunt de {\displaystyle p} observacions en cadascuna de {\displaystyle n} individus amb un conjunt de {\displaystyle k} factors comuns ( {\displaystyle f_{i,j}} ) on hi ha menys factors per unitat que observacions per unitat ( {\displaystyle k<p} ). Cada individu té {\displaystyle k} dels seus propis factors comuns, i aquests estan relacionats amb les observacions a través de la matriu de càrrega factorial ( {\displaystyle L\in \mathbb {R} ^{p\times k}} ), per a una sola observació, segons
{\displaystyle x_{i,m}-\mu _{i}=l_{i,1}f_{1,m}+\dots +l_{i,k}f_{k,m}+\varepsilon _{i,m}}
on
- {\displaystyle x_{i,m}} és el valor de la {\displaystyle i} l'observació de la {\displaystyle m} èsim individu,
- {\displaystyle \mu _{i}} és la mitjana d'observació per a la {\displaystyle i} èsima observació,
- {\displaystyle l_{i,j}} és la càrrega per a la {\displaystyle i} l'observació de la {\displaystyle j} factor,
- {\displaystyle f_{j,m}} és el valor de la {\displaystyle j} factor èsim del {\displaystyle m} èsim individu, i
- {\displaystyle \varepsilon _{i,m}} és el {\displaystyle (i,m)} èsim terme d'error estocàstic no observat amb mitjana zero i variància finita.

En notació matricial
{\displaystyle X-\mathrm {M} =LF+\varepsilon }
on la matriu d'observació {\displaystyle X\in \mathbb {R} ^{p\times n}}, matriu de càrrega {\displaystyle L\in \mathbb {R} ^{p\times k}}, matriu de factors {\displaystyle F\in \mathbb {R} ^{k\times n}}, matriu de termes d'error {\displaystyle \varepsilon \in \mathbb {R} ^{p\times n}} i matriu mitjana {\displaystyle \mathrm {M} \in \mathbb {R} ^{p\times n}} pel qual el {\displaystyle (i,m)} l'element és simplement {\displaystyle \mathrm {M} _{i,m}=\mu _{i}}.
També imposarem les següents suposicions a {\displaystyle F} :
1. {\displaystyle F} i {\displaystyle \varepsilon } són independents.
2. {\displaystyle \mathrm {E} (F)=0} on {\displaystyle \mathrm {E} } és l'expectativa
3. {\displaystyle \mathrm {Cov} (F)=I} on {\displaystyle \mathrm {Cov} } és la matriu de covariància, per assegurar-se que els factors no estiguin correlacionats, i {\displaystyle I} és la matriu identitat.

Suposem {\displaystyle \mathrm {Cov} (X-\mathrm {M} )=\Sigma }. Aleshores
{\displaystyle \Sigma =\mathrm {Cov} (X-\mathrm {M} )=\mathrm {Cov} (LF+\varepsilon ),\,}
i per tant, a partir de les condicions 1 i 2 imposades a {\displaystyle F} a dalt, {\displaystyle E[LF]=LE[F]=0} i {\displaystyle Cov(LF+\epsilon )=Cov(LF)+Cov(\epsilon )}, donant
{\displaystyle \Sigma =L\mathrm {Cov} (F)L^{T}+\mathrm {Cov} (\varepsilon ),\,}
o, establiment {\displaystyle \Psi :=\mathrm {Cov} (\varepsilon )} ,
{\displaystyle \Sigma =LL^{T}+\Psi .\,}
Per a qualsevol matriu ortogonal {\displaystyle Q}, si establim {\displaystyle L^{\prime }=\ LQ} i {\displaystyle F^{\prime }=Q^{T}F}, els criteris per ser factors i les càrregues factorials encara es mantenen. Per tant, un conjunt de factors i càrregues factorials és únic només fins a una transformació ortogonal.

## Implementació pràctica
L'anàlisi factorial exploratòria (AFE) s'utilitza per identificar interrelacions complexes entre elements i grups d'elements que formen part de conceptes unificats. L'investigador no fa cap suposició a priori sobre les relacions entre factors.
L'anàlisi factorial confirmatòria (AFC) és un enfocament més complex que prova la hipòtesi que els elements estan associats amb factors específics. L'anàlisi de factors clínics (CFA) utilitza la modelització d'equacions estructurals per provar un model de mesura en què la càrrega sobre els factors permet avaluar les relacions entre les variables observades i les variables no observades. Els mètodes de modelització d'equacions estructurals poden tenir en compte l'error de mesura i són menys restrictius que l'estimació per mínims quadrats. Els models hipotètics es proven amb dades reals, i l'anàlisi demostraria les càrregues de les variables observades sobre les variables latents (factors), així com la correlació entre les variables latents.

## Anàlisi factorial exploratòria (AFE) versus anàlisi de components principals (ACP)
L'anàlisi factorial està relacionada amb l'anàlisi de components principals (PCA), però no són idèntiques. Hi ha hagut una controvèrsia important en el camp sobre les diferències entre les dues tècniques. L'ACP es pot considerar com una versió més bàsica de l'anàlisi factorial exploratòria (AFE) que es va desenvolupar en els primers dies abans de l'arribada dels ordinadors d'alta velocitat. Tant l'ACP com l'anàlisi factorial tenen com a objectiu reduir la dimensionalitat d'un conjunt de dades, però els enfocaments utilitzats per fer-ho són diferents per a les dues tècniques. L'anàlisi factorial està clarament dissenyada amb l'objectiu d'identificar certs factors no observables a partir de les variables observades, mentre que l'anàlisi factorial depèn de la PCA (ACP) no aborda directament aquest objectiu; en el millor dels casos, l'ACP proporciona una aproximació als factors requerits. Des del punt de vista de l'anàlisi exploratòria, els valors propis de PCA són càrregues de components inflades, és a dir, contaminades amb la variància d'error.
Tot i que l'EFA i l'ACP es tracten com a tècniques sinònimes en alguns camps de l'estadística, això ha estat criticat. L'anàlisi factorial "tracta la suposició d'una estructura causal subjacent : [assumeix] que la covariació de les variables observades es deu a la presència d'una o més variables latents (factors) que exerceixen una influència causal sobre aquestes variables observades". En canvi, l'ACP no assumeix ni depèn d'aquesta relació causal subjacent. Els investigadors han argumentat que les distincions entre les dues tècniques poden significar que hi ha beneficis objectius per preferir-ne una sobre l'altra en funció de l'objectiu analític. Si el model factorial està formulat incorrectament o no es compleixen les hipòtesis, l'anàlisi factorial donarà resultats erronis. L'anàlisi factorial s'ha utilitzat amb èxit quan una comprensió adequada del sistema permet bones formulacions inicials del model. L'ACP utilitza una transformació matemàtica de les dades originals sense suposicions sobre la forma de la matriu de covariància. L'objectiu de l'anàlisi de dades per anàlisi de dades (PCA) és determinar combinacions lineals de les variables originals i seleccionar-ne algunes que es puguin utilitzar per resumir el conjunt de dades sense perdre gaire informació.